# Lacko
Lacko je priimek več znanih Slovencev:
- Jože Lacko (1894—1942), partizan, narodni heroj